# Borsodszentgyörgy
Borsodszentgyörgy is een plaats (község) en gemeente in het Hongaarse comitaat Borsod-Abaúj-Zemplén. Borsodszentgyörgy telt 1361 inwoners (2001).